# Скін Даймонд
Скін Да́ймонд (англ. Skin Diamond), при народженні Рейлін Крістенсен (англ. Raylin Christensen; нар. 18 лютого 1987 року, Вентура, Каліфорнія, США) — американська акторка, модель, авторка-виконавиця, композиторка і колишня порноакторка.

## Життєпис
Народилася в місті Вентура, штат Каліфорнія, та виросла в Данфермліні, Шотландія, куди її батьки переїхали як місіонери. Вона має ефіопське, данське, чеське, югославське та німецьке коріння. Її батько — американський актор Родд Крістенсен. У дитячому віці Скін з сестрою Гезер з'являлась у серіалі «Balamory».

## Кар'єра
Скін розпочала кар'єру як модель, зокрема співпрацювала з «Louis Vuitton», «American Apparel» і «Atsuko Kudo». У порноіндустрії дебютувала 2009 року у фільмі компанії «Burning Angel». 2012 року співпрацювала з «Marvel Comics».

## Особисте життя
Скін Даймонд є бісексуалкою.

## Нагороди та номінації
| Рік  | Церемонія     | Результат | Нагорода | Робота                          |
| ---- | ------------- | --------- | --- | ------------------------------- |
| 2012 | AVN Award     | Номінація | Best New Starlet | Н/Д                             |
| 2012 | AVN Award     | Номінація | Best Oral Sex Scene (з Азою Акірою) | Orgasmic Oralists               |
| 2012 | AVN Award     | Номінація | Best POV Sex Scene (з Джоанною Енйджел і Джеймсом Діном)                                                                                    | POV Punx 4                      |
| 2012 | AVN Award     | Номінація | Best Three-Way Sex Scene (G/B/B) (з Mr. Pete та Марком Вудом)                                                                               | Shut Up and Fuck                |
| 2012 | AVN Award     | Номінація | Best Three-Way Sex Scene (G/G/B) (з Лілі Картер і Крісом Строуксом)                                                                         | Slut Puppies 5                  |
| 2012 | Urban X Award | Перемога  | Female Performer of the Year | Н/Д                             |
| 2012 | Urban X Award | Номінація | Orgasmic Oralist | Н/Д                             |
| 2012 | Urban X Award | Номінація | Best 3 Way Sex Scene (з Беллою Моретті та Mr Marcus)                                                                                        | Hitch Hikers 2                  |
| 2012 | Urban X Award | Номінація | Best Anal Sex Scene (з Лейлані Ліен і Майком Адріано)                                                                                       | Black Anal Addiction            |
| 2012 | Urban X Award | Номінація | Best Couple Sex Scene (з Шоном Мікаелзом)                                                                                                   | Black Diamonds                  |
| 2012 | Urban X Award | Номінація | Best Couple Sex Scene (з Лексінгтон Стіл)                                                                                                   | Porn's Top Black Models 3       |
| 2012 | XBIZ Award    | Номінація | New Starlet of the Year | Н/Д                             |
| 2013 | AVN Awards    | Номінація | Best All-Girl Group Sex Scene (з Бонні Роттен і Асфіксією Нуар)                                                                             | Meet Bonnie                     |
| 2013 | AVN Awards    | Номінація | Best All-Girl Group Sex Scene (з Адріанною Луна та Селесте Стар)                                                                            | Mind Fuck                       |
| 2013 | AVN Awards    | Номінація | Best Anal Sex Scene (з Начо Відалем) | Nacho Vidal: The Sexual Messiah |
| 2013 | AVN Awards    | Номінація | Best Girl/Girl Sex Scene (з Лілі Картер) | Interracial Lesbian Romance     |
| 2013 | AVN Awards    | Номінація | Best Group Sex Scene (з Мікою Тан, Бруклін Лі, Місті Стоун, Джеймсом Діном, Дені Кроссом і Алексом Гонзом)                                  | Official The Hangover Parody    |
| 2013 | AVN Awards    | Номінація | Best Three-Way Sex Scene (G/G/B) (з Джоанною Ейнджел і Рамоном Номаром)                                                                     | Joanna Angel: Filthy Whore      |
| 2013 | AVN Awards    | Номінація | Female Performer of the Year | Н/Д                             |
| 2013 | XBIZ Award    | Номінація | Female Performer of the Year | Н/Д                             |
| 2013 | XBIZ Award    | Перемога  | Best Supporting Actress | Revenge of the Petites          |
| 2013 | XRCO Award    | Номінація | Female Performer of the Year | Н/Д                             |
| 2013 | XRCO Award    | Номінація | Orgasmic Analist | Н/Д                             |
| 2014 | AVN Award     | Номінація | Best Anal Sex Scene (з L.T.) | Skin                            |
| 2014 | AVN Award     | Номінація | Best Boy/Girl Sex Scene (з Прінсом Яшуа) | Deep Pussy                      |
| 2014 | AVN Award     | Перемога  | Best Double-Penetration Sex Scene (з Марко Бандерасом і Прінсом Яшуа)                                                                       | Skin                            |
| 2014 | AVN Award     | Номінація | Best Girl/Girl Sex Scene (з Клейо Валентін)                                                                                                 | The Walking Dead                |
| 2014 | AVN Award     | Номінація | Best Group Sex Scene (з Сарою Шевон, Ейден Старр, Даною Деармонд, Веруцою Джеймс, Джеймсом Діном, Джоном Джоном, Mr. Pete і Томмі Пістолем) | Orgy University                 |
| 2014 | AVN Award     | Номінація | Best Group Sex Scene (з Біллі Гайдом, Джоном Стронгом, Марком Вудом, Томмі Пістолем і Віллом Паверзом)                                      | Skin Diamond: No Limits         |
| 2014 | AVN Award     | Перемога  | Best Oral Sex Scene | Skin                            |
| 2014 | AVN Award     | Номінація | Female Performer of the Year | Н/Д                             |